# 藍圍裙

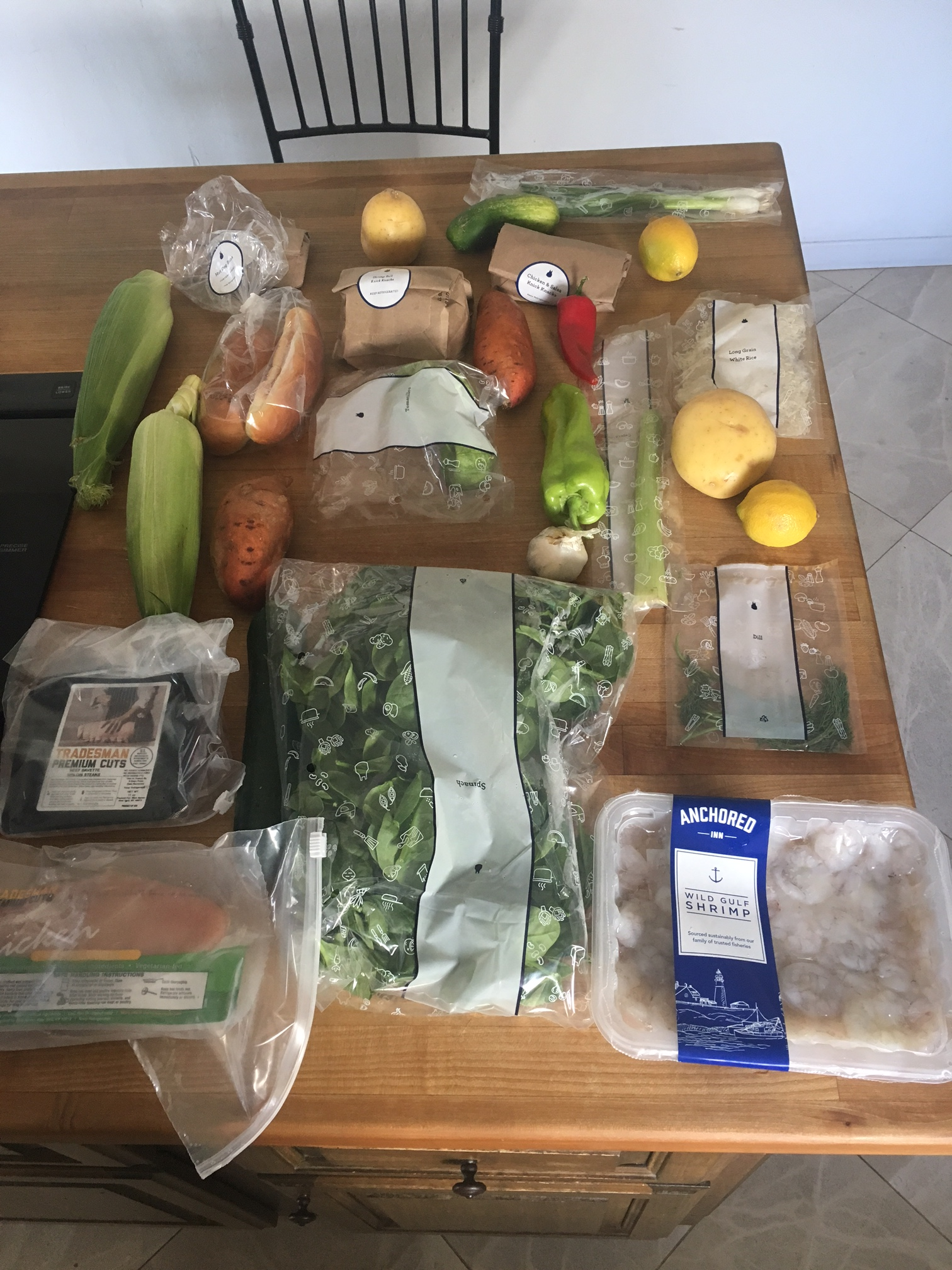
餐盒內含的食材

藍圍裙控股公司（英語：Blue Apron Holdings, Inc.），通稱藍圍裙（Blue Apron），是美國的快煮餐公司，總部位於紐約市，僅營運於美國本土，提供顧客每周寄送餐盒的服務，餐盒內附有建議食譜和食材，使顧客可自行在家烹調。
截至2016年9月，該公司已出貨800萬份餐盒，並在2017年6月完成首次公開募股後在紐約證券交易所上市，成為美國首家公開上市的快煮餐公司。2023年11月，藍圍裙被Wonder Group收購並成為後者的子公司。

## 歷史

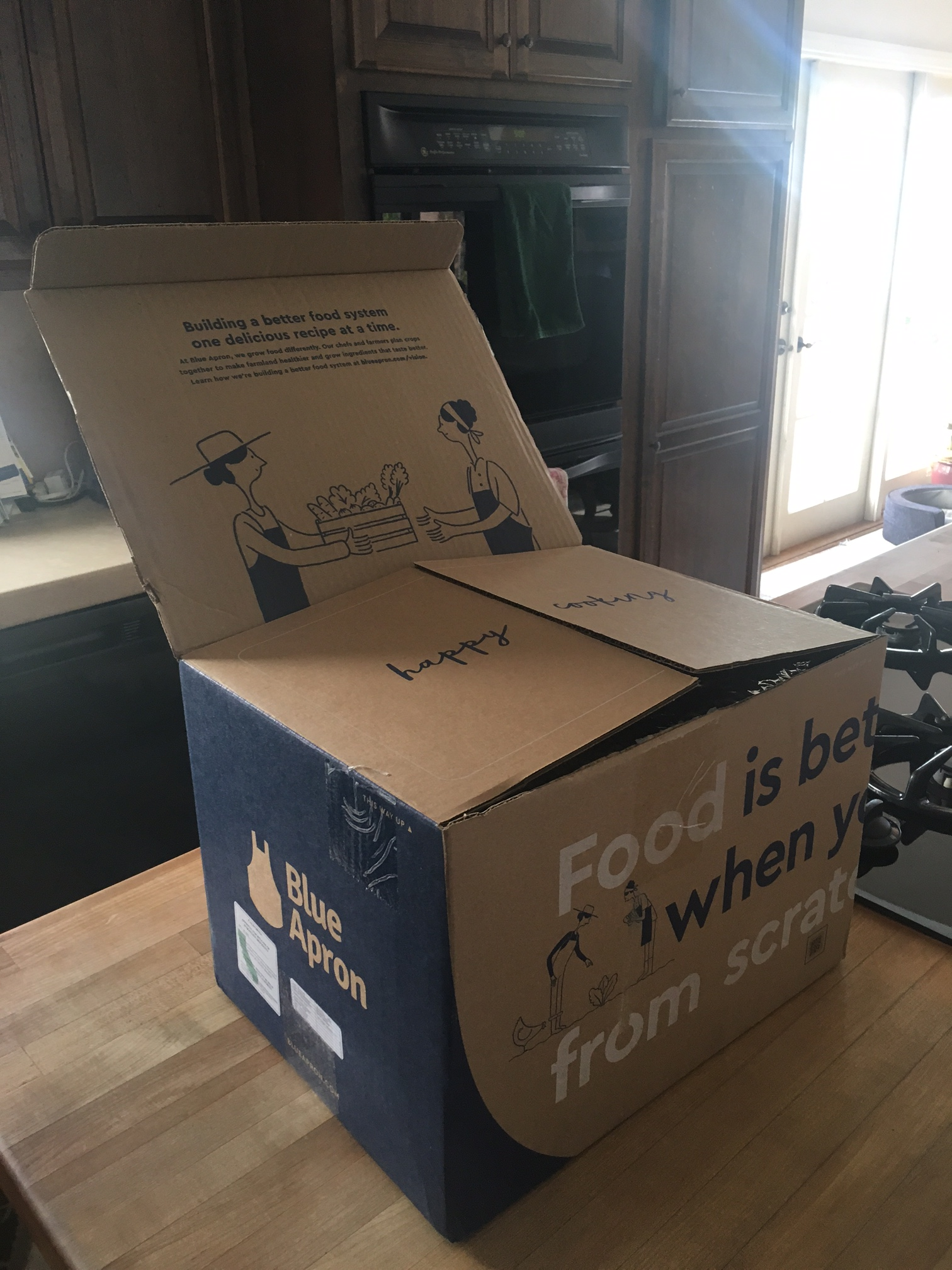
藍圍裙的餐盒運裝箱

馬特·薩爾茲伯格（Matt Salzberg）、伊利亞·帕帕斯（Ilia Papas）和馬修·瓦迪亞克（Matthew Wadiak）於2012年8月開始向顧客提供裝有食材和建議食譜的餐盒，三人在長島市的一間商業廚房內包裝和運送首批收到的30個訂單。2014年5月，藍圍裙宣布在加州里奇蒙建立履行中心，並在同年11月推出烹飪工具商店「Blue Apron Market」，出售刀具、廚具、烘焙工具和烹飪書等廚房用具。2014年12月，藍圍裙於紐澤西州的澤西市開設另一座履行中心。2015年6月，在德克薩斯州阿靈頓開設第三座履行中心後，藍圍裙開始向美國內陸地區發展業務。
2015年9月，藍圍裙推出葡萄酒配送服務「Blue Apron Wine」，每月向顧客配送6瓶500毫升的葡萄酒，由葡萄園專為該公司釀造，並在購買後經由第三方運送。
2016年10月，網路媒體BuzzFeed報導指出藍圍裙以往在里奇蒙履行中心的食品衛生安全問題，而藍圍裙則將其歸咎於早期擴大業務規模的營運問題。2017年2月，藍圍裙宣布在紐澤西州的林登建立第四座履行中心。
2017年6月29日，藍圍裙透過紐約證券交易所首次公開發行3000萬股A類普通股（股票代碼為APRN），成為美國首家上市的快煮餐公司，但因亞馬遜公司收購全食超市對交易市場造成影響，藍圍裙在融資過程中籌集到3億美元，比預期金額減少三分之一，每股定價自原先的15－17美元調低至10美元，其估值亦從最後一次融資時的22億降至18.9億美元。
自上市以來，華爾街將藍圍裙的股價砍至一半，幾乎無法保全其獨角獸企業的地位，該公司於2017年10月宣布在發布下次財務報表前進行人事重組，辦公室及履行中心將有6％的員工被裁員，預估約300名員工受到影響。同年11月，藍圍裙因持續虧損，其股價已不及發行價的三分之一。
2017年11月30日，藍圍裙宣布布拉德·迪克森（Brad Dickerson）接替馬特·薩爾茲伯格出任首席執行長，而薩爾茲伯格則繼續擔任該公司董事長。截至2018年3月26日，藍圍裙自首次公開募股以來，其市值已蒸發81.4％。
2018年5月，藍圍裙開始在加州的17家好市多銷售4種快煮餐餐盒，代表著該公司已進入實體零售領域，而原任職於Acosta銷售與市場營銷公司的蒂姆·本斯利（Tim Bensley）則進入藍圍裙擔任首席財務長。
2018年8月2日，藍圍裙宣布2018年第二季度配送餐盒的顧客總數較上季度減少24％、總訂單數下滑23％。2018年12月，藍圍裙的股價首次跌破每股1美元，面臨強制退市，最終在該公司與體重管理服務公司慧優體建立合作關係後，股價在同月底漲至每股1.12美元。2019年4月，琳達·科茲洛夫斯基（Linda Kozlowsk）接替布拉德·迪克森出任首席執行長，而迪克森則以顧問身分續留公司。2020年11月，查林·格蒙德（Charlean Gmunder）接替艾倫·布萊克（Alan Blake）成為營運長。
2023年9月，新創食品配送公司Wonder Group同意以1.03億美元收購藍圍裙 ，並在幾個月後完成收購程序。

## 批評
藍圍裙和其他快煮餐公司被批評其獨立包裝的餐盒產生過多的包裝垃圾，而藍圍裙則與限制使用化學肥料並透過輪作促進土壤健康的農場合作，為該公司種植特色農作。

## 外部連結
- 官方网站（英文）